# فارمينغ (غلبايغان)
فارمينغ (بالإنجليزية: Farming Corporation, Golpayegan)‏ هي human-geographic territorial entity تقع في أصفهان في إيران. يقدر عدد سكانها بـ 609 نسمة .